# Jon Asklunds Tobaksfabrik
Jon Asklunds Tobaksfabrik i Linköping grundades 1846 av tobakshandlaren Christian Fredrik von Nackreij (1806-1859) och handlanden Jon Fredrik Asklund (1814-1884) som Firma C.F. von Nackreij & Co. Rörelsen drevs vid en byggnad vid Stångån, nära Magasintorget från 1700-talet, som varit Jöns Balcks valsverk och hade tillhört Tannefors pappersbruk. Denna byggnad brann ned 1940.
Efter von Nackreijs död 1860 övertog Jon Asklund ensam fabriken, som namnändrades till Jon Asklunds tobaksfabrik. Den övertogs efter Jon Asklunds död 1884 av sonen Ernst Asklund (1846-1907) och omorganiserades till aktiebolag 1903.
Ernst Asklund avled 1907, varefter företaget upplöstes i mars 1908. Försäljningschefen och delägaren Oscar Almborg (1871-1955) övertog snusrecepten och grundade samma år Tobaksfabriken Industria i Norrköping.